# Hexanal
Hexanal, còn được gọi là hexanaldehyde hoặc caproaldehyde là một alkyl aldehyde được sử dụng trong sản xuất hương liệu công nghiệp, tạo ra hương trái cây. Mùi hương của nó giống như cỏ mới cắt, giống như cis-3-hexenal. Nó hữu ích trong việc bảo quản, ngăn ngừa hư hỏng trái cây. Nó xuất hiện trong tự nhiên và góp phần tạo nên hương vị giống như cỏ khô ở đậu xanh.
Quá trình tổng hợp hexanal đầu tiên được thực hiện vào năm 1907 bởi P. Bagard.